# Pseudomonadota
Pseudomonadota (anteriormente Proteobacteria, do grego: Proteus, deus do oceano capaz de mudar de forma; + bakterion, pequeno bastão) é um filo composto por bactérias gram-negativas e é definido principalmente pela sequência genética 16S rRNA. Popularmente seus representantes são designados de proteobactérias.É um dos maiores filos e mais versáteis no domínio Bacteria. Como tal, consiste em vários tipos de bactérias que incluem fototróficos, quimiolitotróficos e heterotróficos, com mais de 460 gêneros e 1600 espécies do filo identificados.
A primeira descrição do termo Proteobacteria por Stackebrandt, Murray e Truper, em 1988, referia o grupo como uma classe. Entretanto, na segunda edição do Bergey's Manual of Systematic Bacteriology, o termo foi classificado como um filo. O filo "Proteobacteria" é um dos maiores filos do domínio Bacteria, incluindo mais de duzentos gêneros.
Incluem uma grande variedade de agentes patogénicos, tais como Escherichia, Salmonella, Vibrio e Helicobacter. Outras são de vida livre, e incluem muitas das bactérias responsáveis pela fixação de azoto e oxidação do gás metano (CH4), sendo este último processo conhecido como metanotrofia, que contribui para com o balanço do gás na atmosfera. 

## Características
Sendo um dos maiores e mais versáteis filos, as proteobactérias podem ser encontradas em praticamente qualquer ambiente em todo o mundo. Isso é possível devido ao fato de que algumas das espécies nos filos podem sobreviver a ambientes extremos com muito, pouco ou nenhum oxigênio, entretanto a maioria dessas espécies é mesofílica, o que significa que elas preferem temperaturas moderadas (20 a 45 graus Celsius) para crescer e prosperar.
Todas as proteobactérias são gram negativas, constituindo mais de 40% de todos os gêneros procariotas das bactérias Gram-negativas. com uma parede celular formada principalmente de lipopolissacarídeos. Muitas  movem-se utilizando flagelos, mas algumas fazem-no por deslizamento. Entre estas encontram-se as Myxobacteria, um grupo único de bactérias que podem agrupar-se para formar corpos frutíferos.
Têm também uma grande variedade de tipos de metabolismo. A maioria das proteobactérias são anaeróbias, mas há muitas excepções. Nas células eucariotas as mitocôndrias, são derivadas de proteobactérias, provavelmente similares às rickettsias.
A nutrição e normalmente heterotrófica, mas existem  dois grupos que realizam fotossíntese, denominadas bactérias púrpureas. As bactérias púrpuras sulfurosas usam enxofre do sulfeto de hidrogênio como doador de electrões. As bactérias púrpuras não-sulfurosas utilizam hidrogênio. Posto que esta função não é realizada pela água, como é comum nas plantas e cianobactérias, não se produz oxigênio.

## Classificação
O filo "Proteobacteria" é definido principalmente em termos de sequências de RNA ribossômico (16S rRNA). Está dividido em seis seções baseadas na análise de sequências de 16S rRNA, denominadas segundo as seis primeiras letras do alfabeto grego. Estas seções são muitas vezes tratadas como classes. Embora tenha sido sugerido anteriormente que a Gammaproteobacteria é parafilética com relação a Betaproteobacteria, dados moleculares recentes sugerem que os grupos são monofiléticos.

### Proteobactérias alfa
As proteobactérias alfa incluem a maioria dos gêneros fototróficos, mas também vários gêneros que metabolizam componentes C1, simbiontes de plantas (por exemplo, os rizóbios) e de animais e também um grupo de agentes patogênicos (Rickettsiaceae). Pensa-se que os precursores das mitocôndrias das células eucariotas originaram-se a partir deste grupo bacteriano (ver teoria endossimbiótica).
É a primeira sessão e é composta de uma variedade de bactérias. Isso inclui bactérias de diferentes formas (bastão, espiral, cocobacilos e bastões curvos, etc.), além de diferenças no metabolismo, etc. Apesar de suas diferenças, as proteobactérias alfa são unificadas pelo fato de serem todas oligotróficas. Como tal, eles podem sobreviver em ambientes com baixos nutrientes, incluindo gelo glacial. Isso permite que eles sobrevivam e prosperem.
A maioria das proteobactérias alfa são fototróficas, o que significa que obtêm a energia da luz solar (usam a luz solar e o dióxido de carbono para produzir seus próprios alimentos) devido à presença de pigmentos fotossintéticos. Na maior parte, as proteobactérias alfa fototróficas (púrpura) mostraram crescer em condições anóxicas, onde produzem seus próprios alimentos na presença de muito pouco ou nenhum oxigênio.
Além dos gêneros fototróficos, essa sessão também é composta de compostos de IC que metabolizam bactérias como espécies de metilobactérias, simbiontes de plantas como espécies de Rhizobium, bactérias nitrificantes como Nitrobacter e patógenos animais e humanos (Brucella e Arlichia etc). Esta sessão de proteobactérias é, portanto, composta de uma ampla variedade de espécies. Enquanto alguns são benéficos para os seres humanos e os ambientes em geral, outros são patogênicos e, portanto, causam doenças em seres humanos e animais. No entanto, alguns são de vida livre e não precisam de um hospedeiro para sua sobrevivência.
Filogeneticamente, as proteobactérias alfa são categorizadas como:
1. Aphaproteobacteria (Rhodospirillum e parentes - principalmente em forma de espiral)
2. Alphaproteobacteria (Rhodopseudomonas e parentes - freqüentemente se reproduzem através de brotamento)
3. Alphaproteobacteria (Rhodobacter e seus parentes - possuem carotenóides da série esferoideno e mostraram versatilidade e flexibilidade em seu metabolismo)

### Proteobactérias beta
As proteobactérias beta incluem vários grupos de bactérias aeróbias ou facultativas que são versáteis nas suas capacidades de degradação  (algumas crescem em ambientes ricos em oxigênio enquanto outras não requerem oxigênio para sua sobrevivência), mas também contém géneros quimiolitotróficos (por exemplo, o género Nitrosomonas que oxida o amoníaco) e alguns fototróficos (géneros Rhodocyclus e Rubrivivax). As proteobactérias beta desempenham um papel importante na fixação de azoto em vários tipos de plantas, oxidando a amônia para produzir nitrito, um produto químico importante para a função das plantas. Muitas delas encontram-se em amostras ambientais, tais como águas residuais ou no solo. Espécies patogênicas dentro desta classe são as Neisseriaceae (que causam a gonorreia e a meningoencefalite) e as espécies do género Burkholderia. Outra bactéria que se destaca neste grupo é a Ralstonia, um agente patogênico vegetal que ataca as solanáceas (tomate, batata, entre outras).

### Proteobactérias gama
As proteobactérias gama incluem vários grupos de bactérias importantes para a ciência e para a medicina, tais como as Enterobacteriaceae, Vibrionaceae e Pseudomonadaceae. Este grupo inclui vários agentes patogênicos importantes, como por exemplo, Salmonella (enterite e febre tifóide), Yersinia (peste), Vibrio (cólera), Pseudomonas aeruginosa (infecções pulmonares em pacientes hospitalizados ou com fibrose cística).
É um dos maiores grupos no domínio das bactérias. Como tal, foi demonstrado que possui uma grande árvore filogenética ramificada, que também é uma de suas características distintivas. Até hoje, nenhum traço bioquímico se mostrou único nesta classe ou em qualquer de seus subgrupos.
Apesar da diversidade que também tem sido identificada nas atividades metabólicas das proteobactérias gama, a maioria das bactérias são quimio-organotróficas que obtêm sua energia oxidando as ligações químicas de vários compostos orgânicos.
Além de quimiotorófilos, também é composta de fototróficos (obter energia da luz solar) e quimiolitótrofos que obtêm sua energia metabólica da oxidação de hidrogênio e enxofre, entre outros.
Bactérias entéricas também compõem essa classe e incluem organismos como Escherichia coli. Estes organismos causam doenças em animais e seres humanos.

### Proteobactérias delta
As proteobactérias delta é um ramo menor que incluem um grupo de gêneros predominantemente aeróbios, mixobactérias , que formam corpos frutíferos, e um grupo de gêneros estritamente anaeróbios que contêm a maior parte das bactérias redutoras de sulfato (Desulfovibrio, Desulfobacter, Desulfococcus, Desulfonema, etc.) e das bactérias redutoras de enxofre (por exemplo, Desulfuromonas) juntamente com outras bactérias anaeróbias com diferente fisiologia (por exemplo, redutoras de ferro férrico como o gênero Geobacter e os gêneros sintróficos Pelobacter e Syntrophus).
A classe também consiste de algumas bactérias patogênicas, como as bactérias Desulfovibrio orale e Bdellovibrio SRB, que vivem em outras bactérias gram-negativas como parasitas.
Nas bactérias hospedeiras, as bactérias Bdellovibrio se posicionam no periplasma, onde se alimentam ativamente de proteínas e polissacarídeos. Isso acaba matando as bactérias hospedeiras.

### Proteobactérias ípsilon
As proteobacterias ípsilon são constituídas por poucos géneros, principalmente Wolinella, Helicobacter e Campylobacter, que têm forma helicoidal. A maior parte das espécies conhecidas habitam no trato digestivo de seres humanos e animais, e proporcionam funções como simbiontes  (Wolinella, no gado vacuum) ou são patogénicos (Helicobacter no estômago, Campylobacter no duodeno).

### Proteobactérias zeta
A proteobactéria zeta é a sexta e mais recente sessão de proteobactérias. A maioria destas bactérias são encontradas em sistemas hidrotermais (vulcão submarino, etc.), onde se demonstrou que contribuem para a ciclagem biogeoquímica do ferro.
A maioria das bactérias encontradas nesta sessão são quimiolitoautotróficas, uma vez que obtêm sua energia oxidando compostos químicos.
Ghiorsea bivora é um dos membros mais populares da classe. 

## Galeria

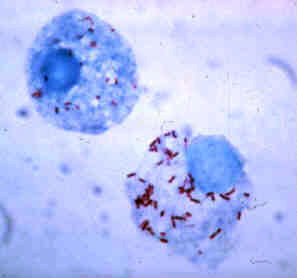
Rickettsia rickettsii (α)
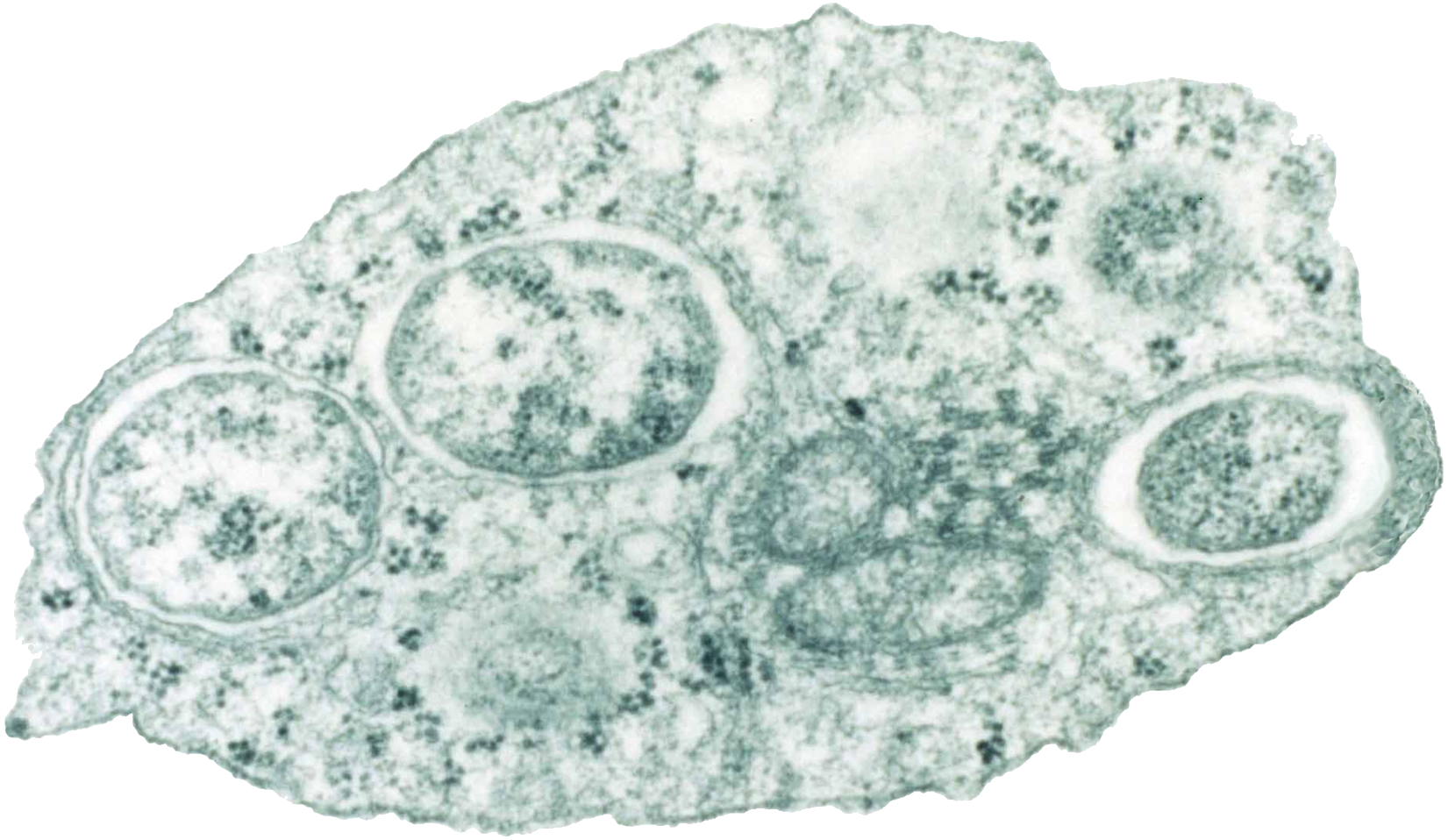
Wolbachia (α)
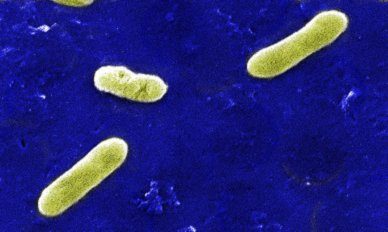
Bordetella bronchiseptica (β)
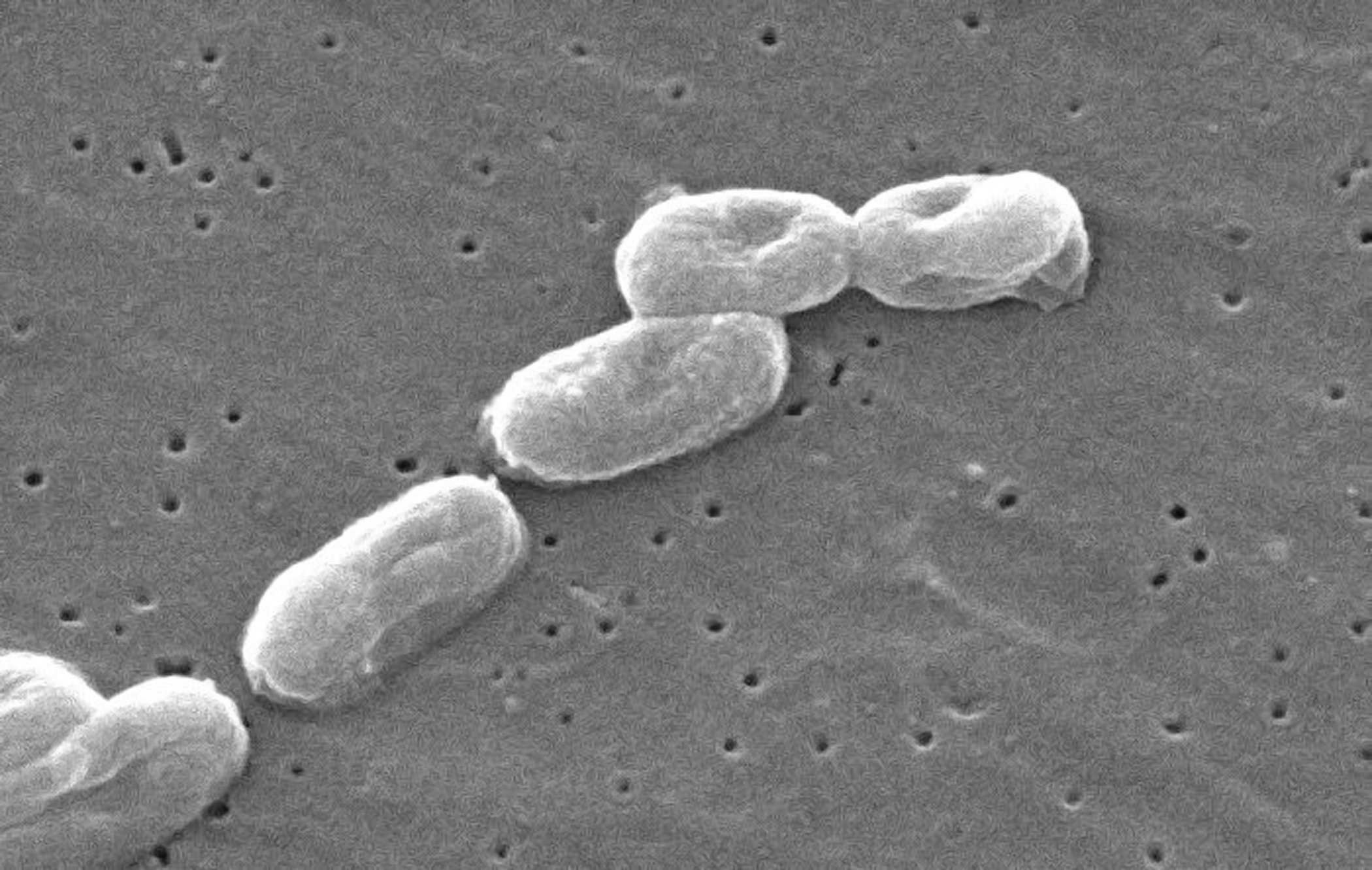
Burkholderia cepacia (β)
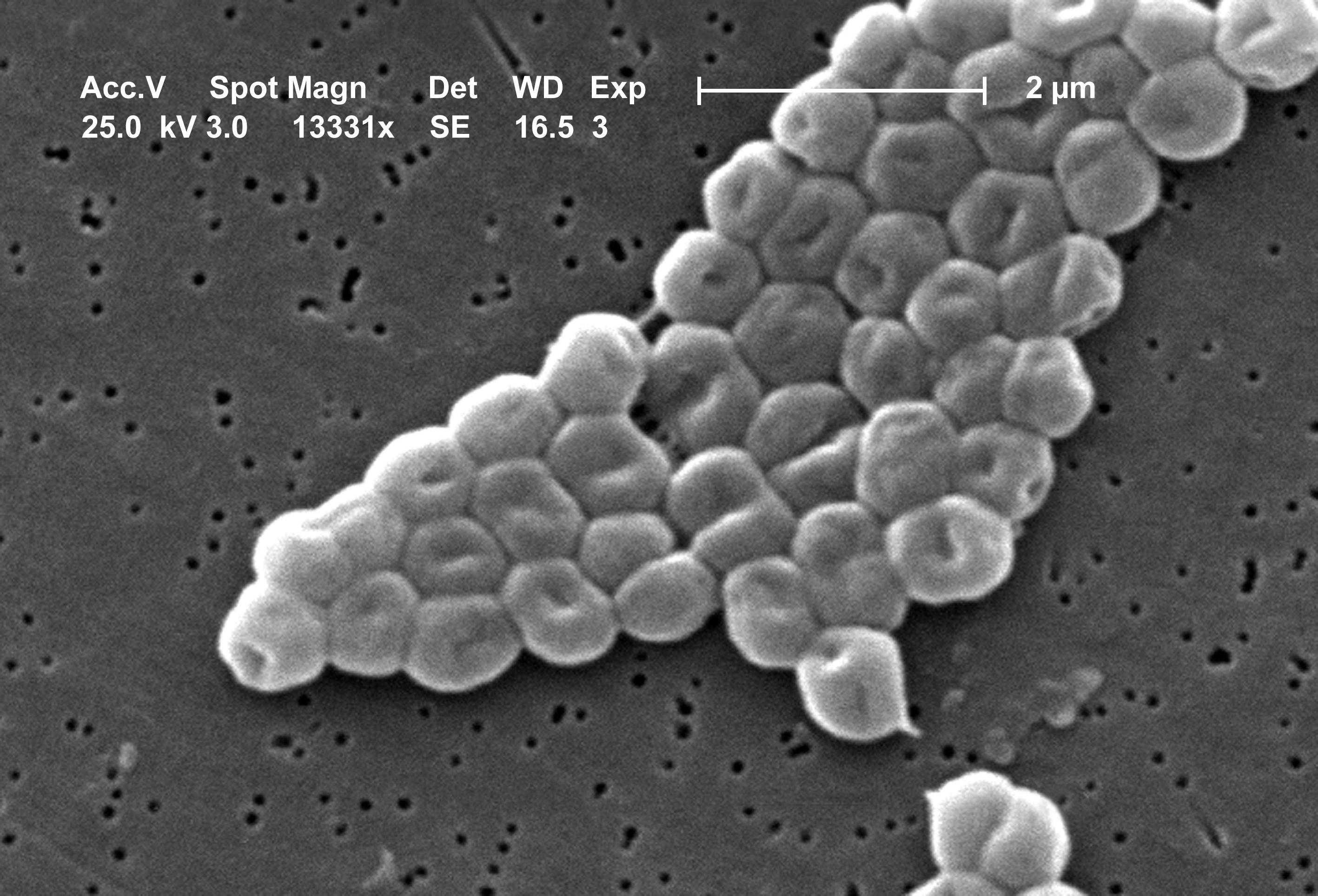
Acinetobacter baumannii (γ)
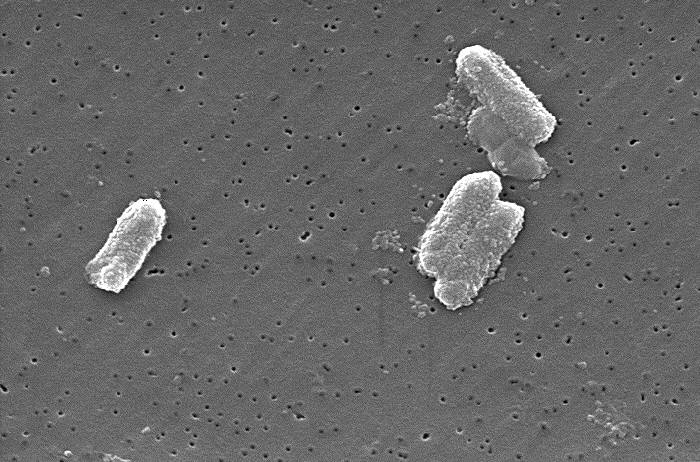
Citrobacter freundii (γ)
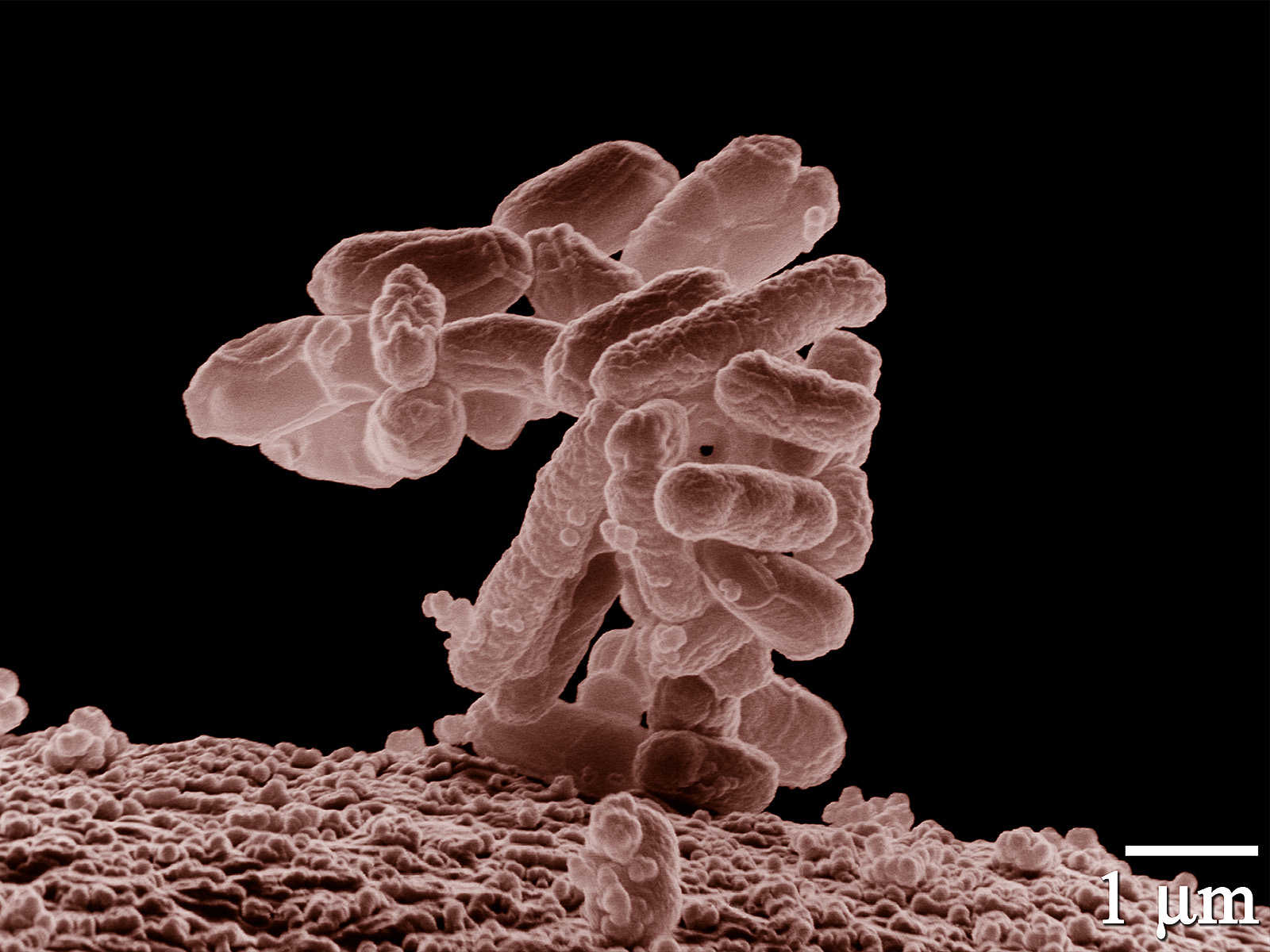
Escherichia coli (γ)
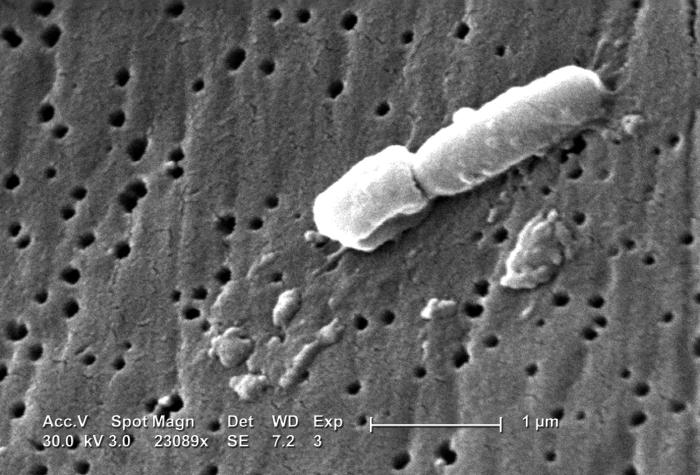
Klebsiella pneumoniae (γ)
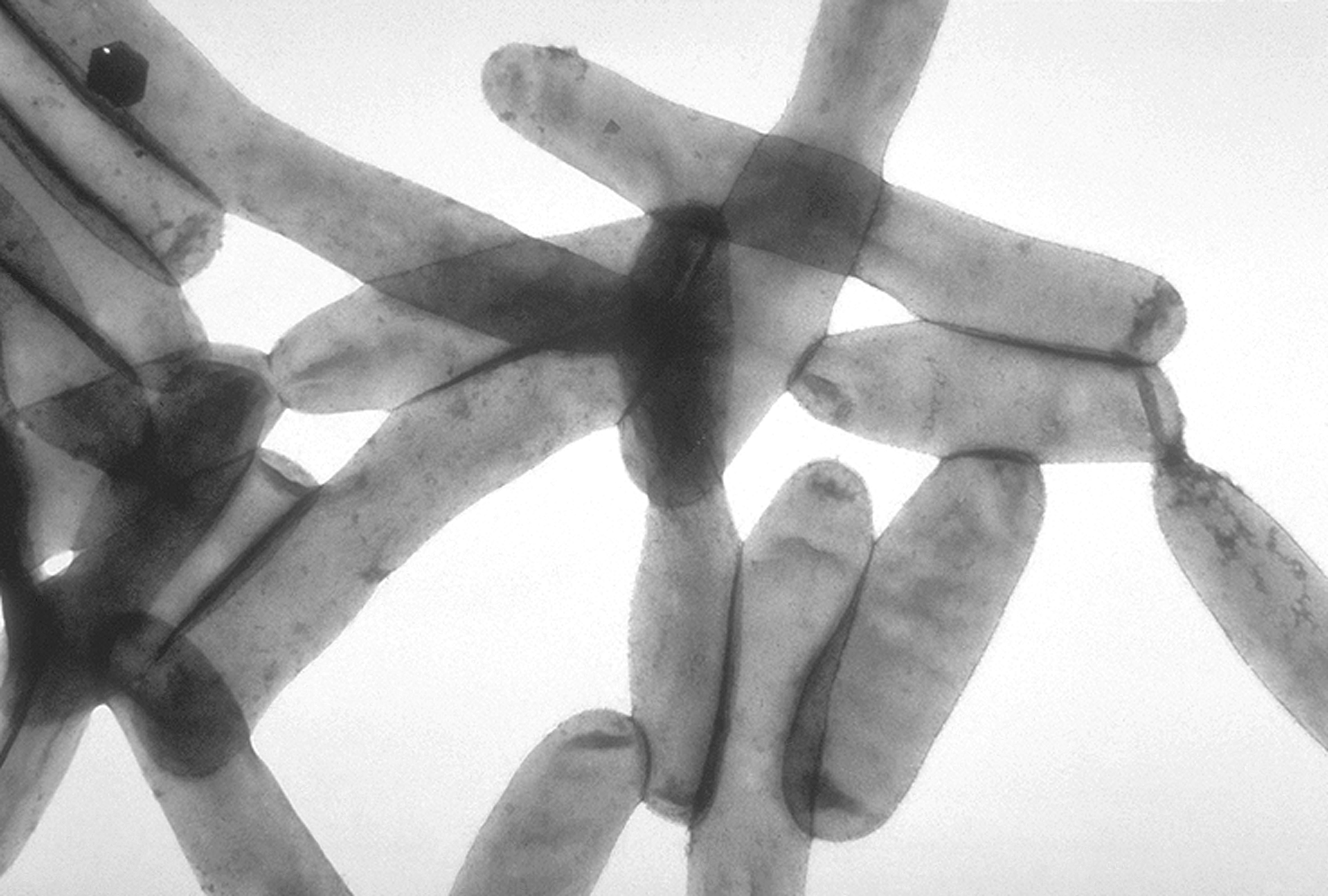
Legionella (γ)
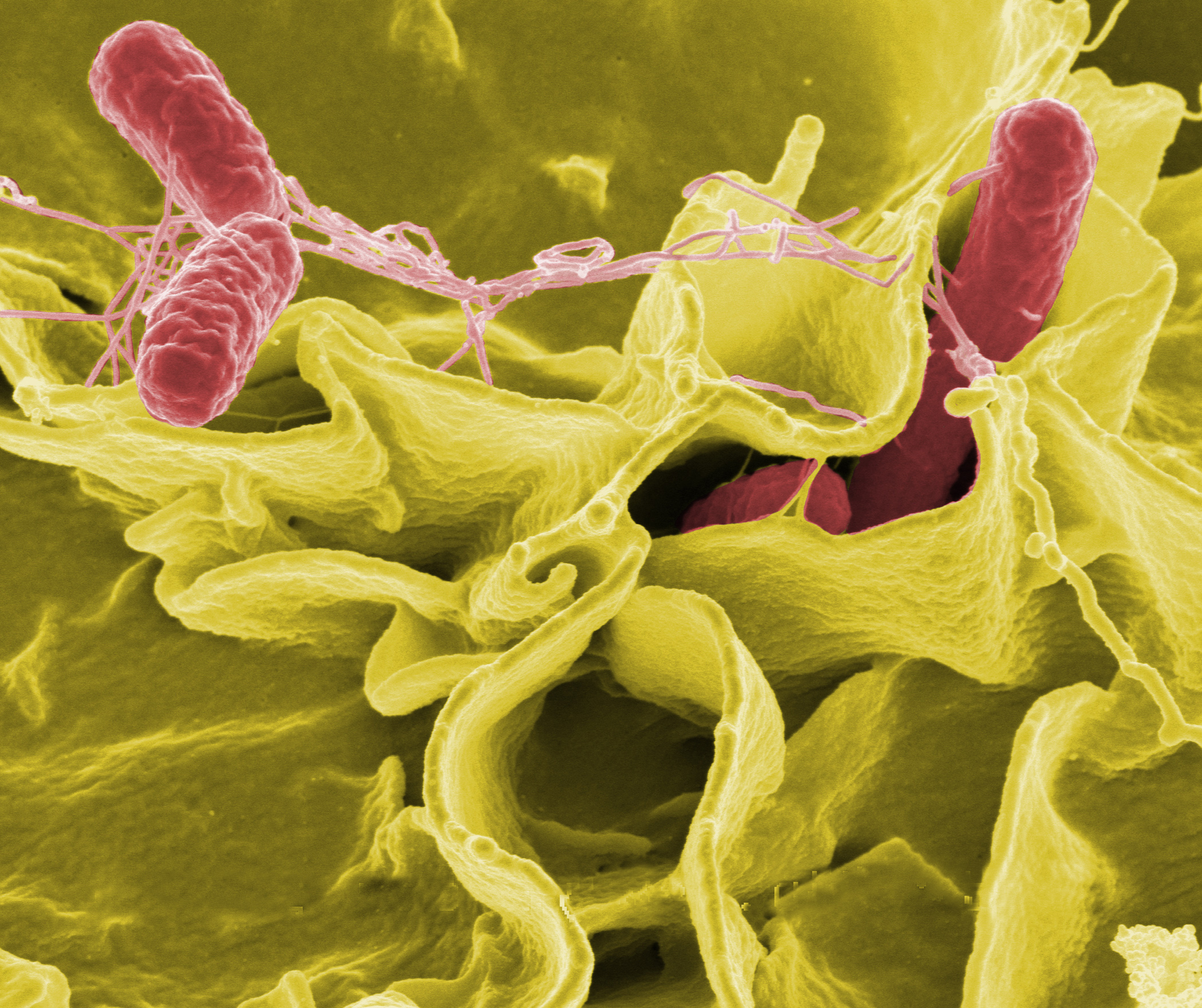
Salmonella (γ)
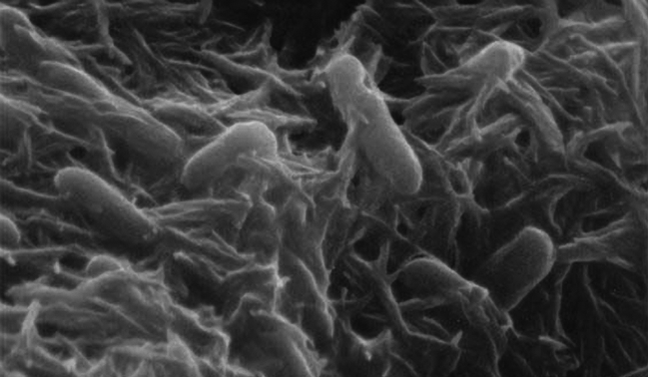
Shewanella oneidensis (γ)
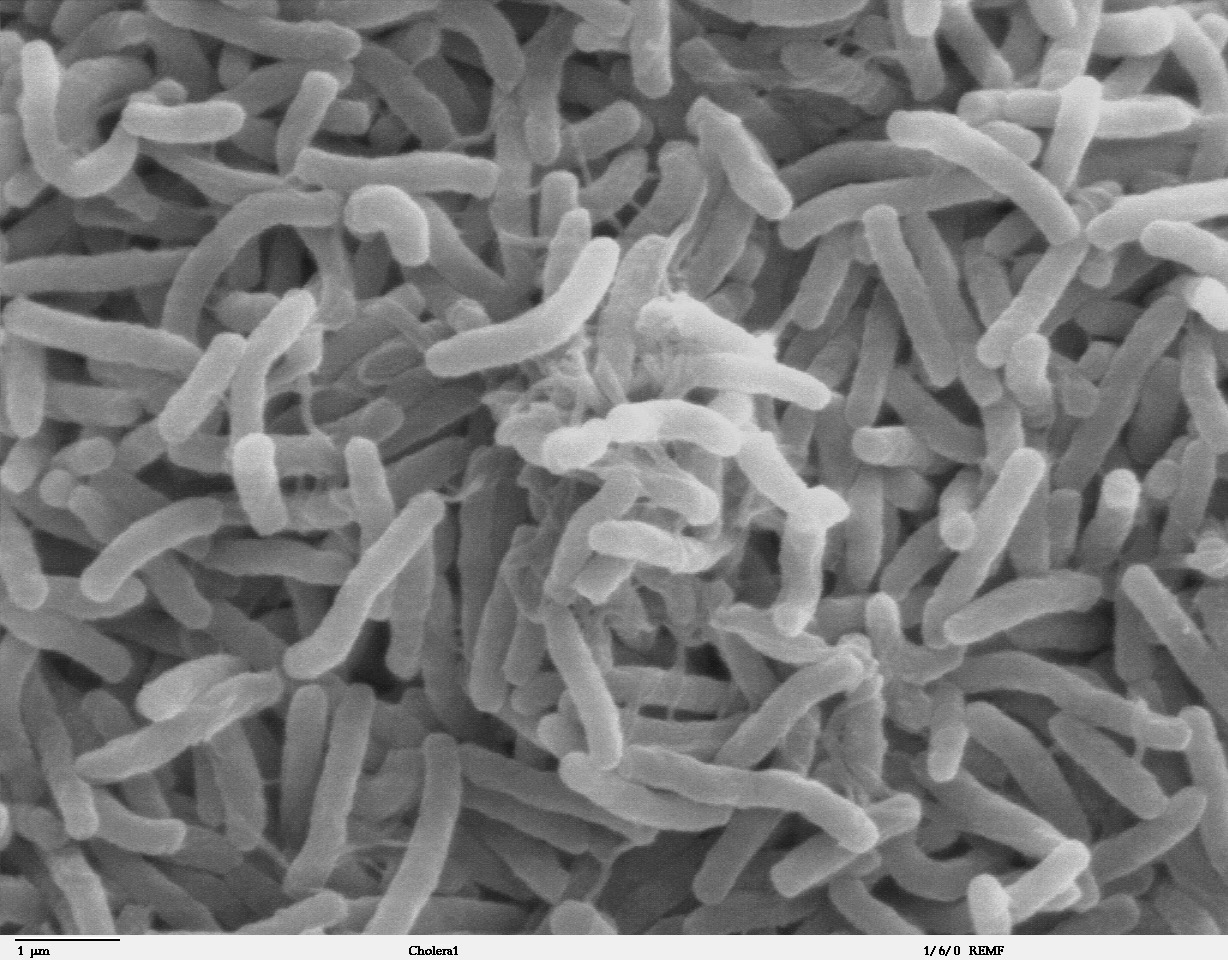
Vibrio cholerae (γ)
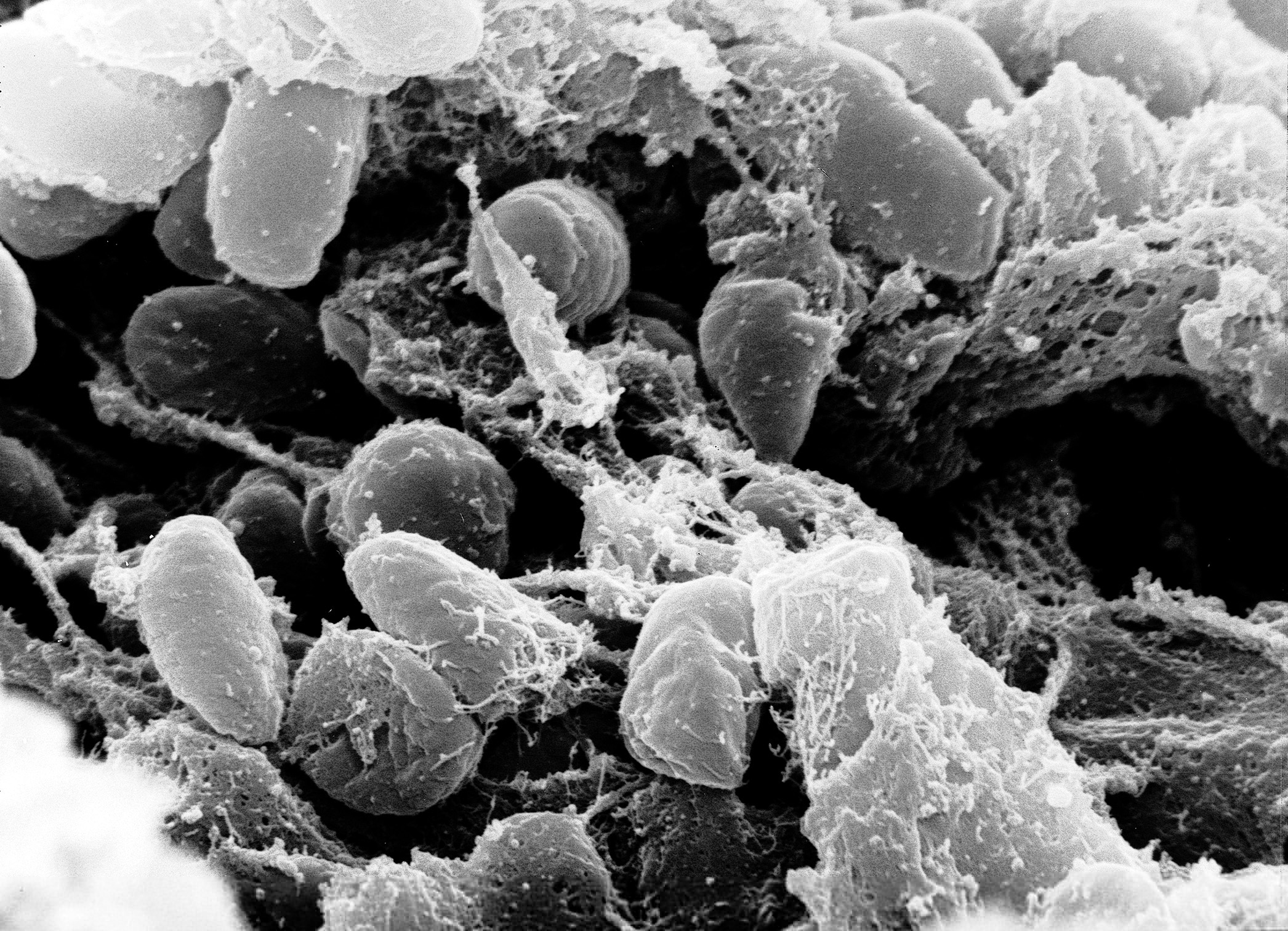
Yersinia pestis (γ)
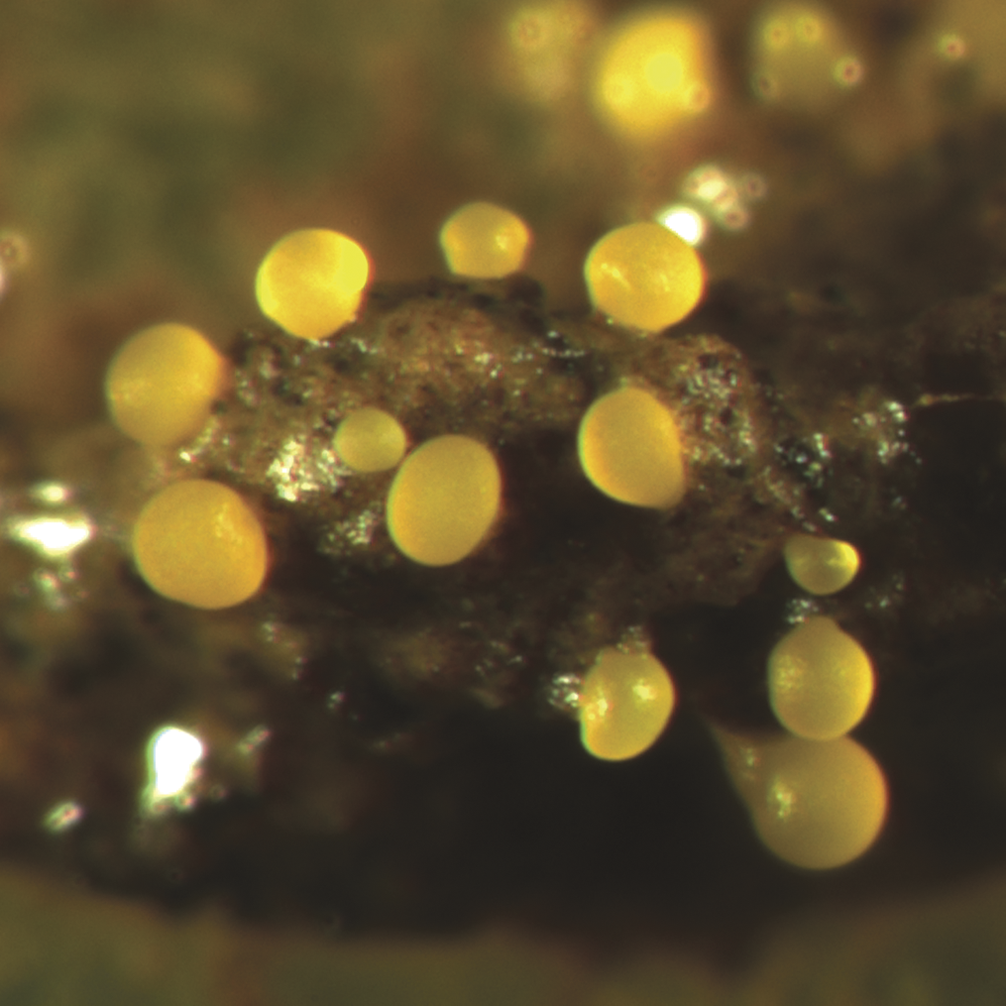
Myxococcus xanthus (δ)
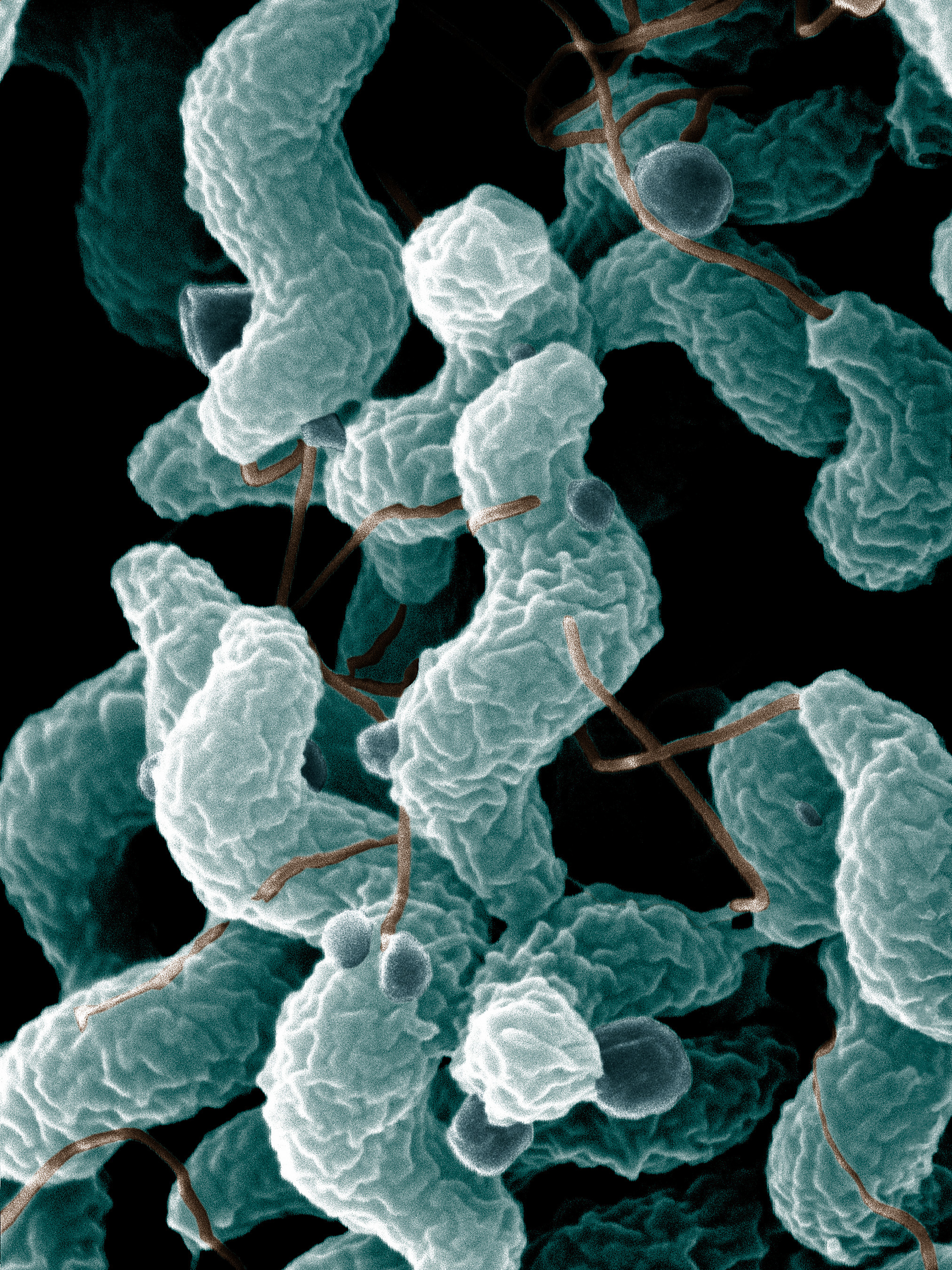
Campylobacter jejuni (ε)
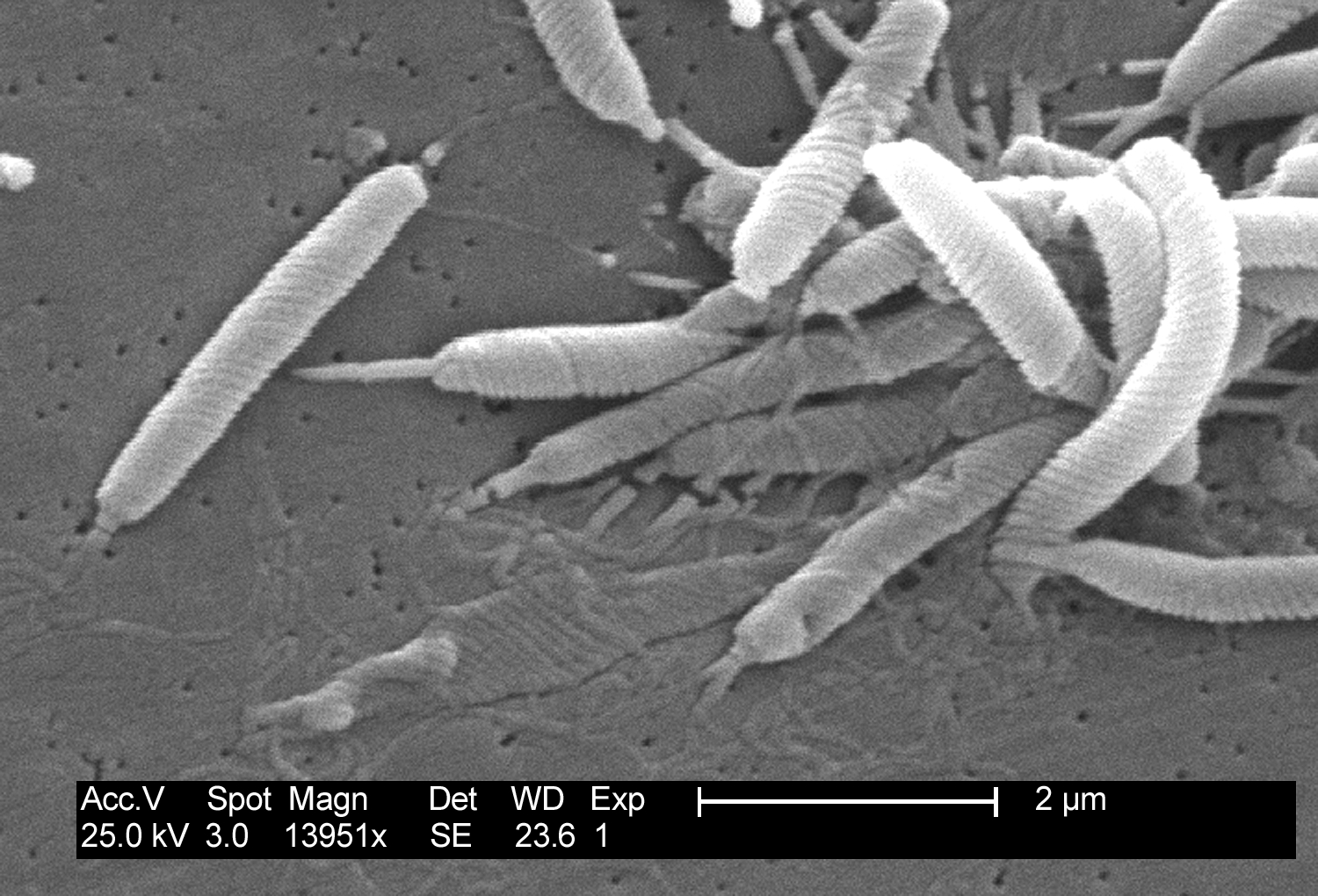
Helicobacter (ε)